# König-Otto-Kapelle

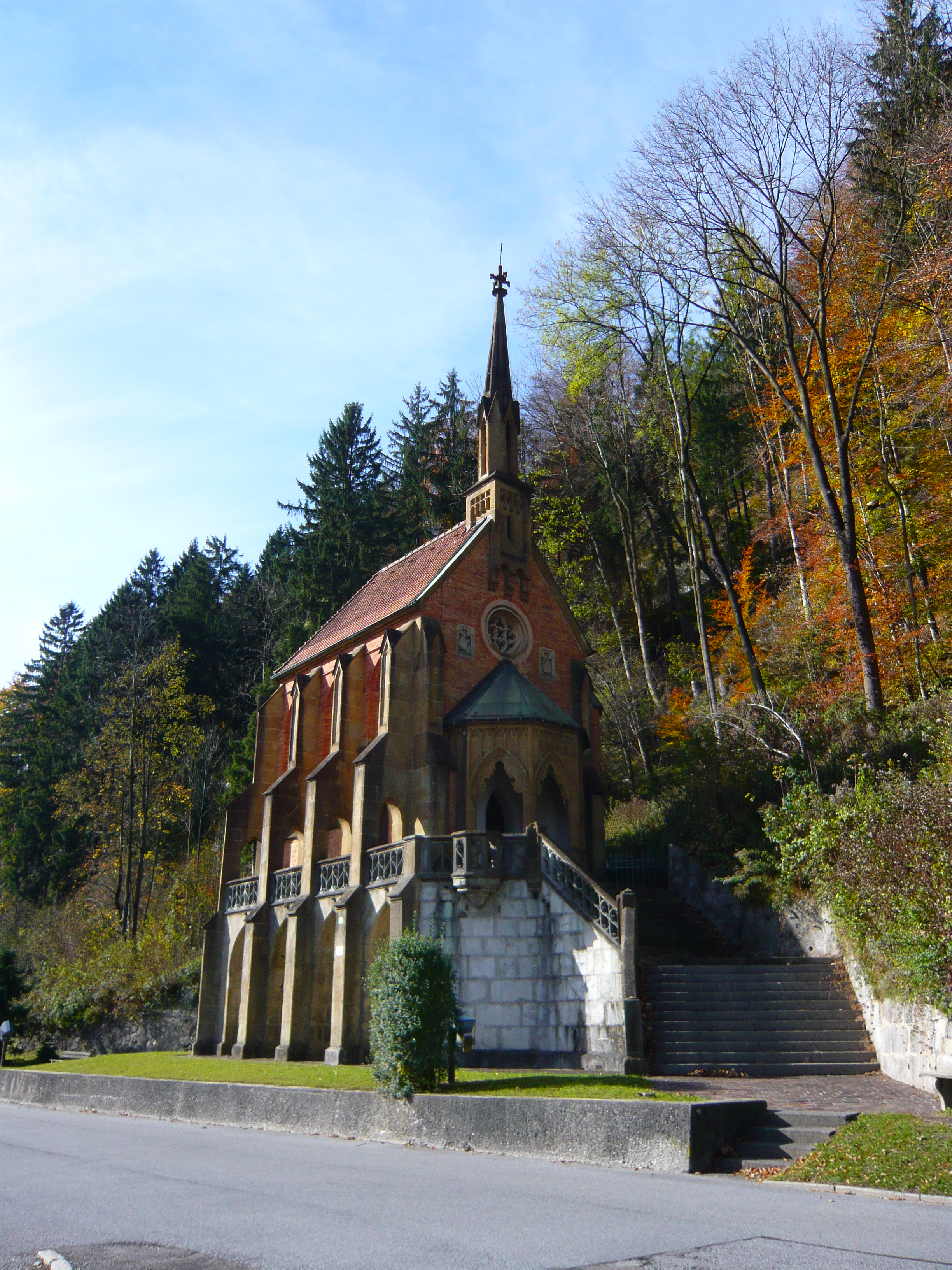
La chapelle du roi Othon

La König-Otto-Kapelle (en français : chapelle du roi Othon) de Kiefersfelden, en Bavière, est une chapelle catholique construite entre 1834 et 1836 pour commémorer le départ du prince Othon de Bavière pour la Grèce peu après son élection sur le trône.